# Menhir de Rifferswil
Le menhir de Rifferswil, connu également en allemand sous le nom de Menhir auf dem Homberg, est un mégalithe datant de l'Âge de pierre ou de l'Âge du bronze situé sur le territoire de Rifferswil, dans le canton de Zurich, en Suisse.

## Situation
Le monolithe se situe à environ deux kilomètres au nord-ouest de Rifferswil ; il se dresse à proximité d'une ferme équestre.

## Description
Le menhir a une hauteur de 2 m et une épaisseur de 30 cm.